# Bay City (Texas)
Bay City város az USA Texas államában. Lakosainak száma 18 061 fő (2020. április 1.).

## Népesség
A település népességének változása:
| Lakosok száma | 18 667 | 17 614 | 18 061 |
|               | 2000   | 2010   | 2020   |